# Pałeczka (hematologia)

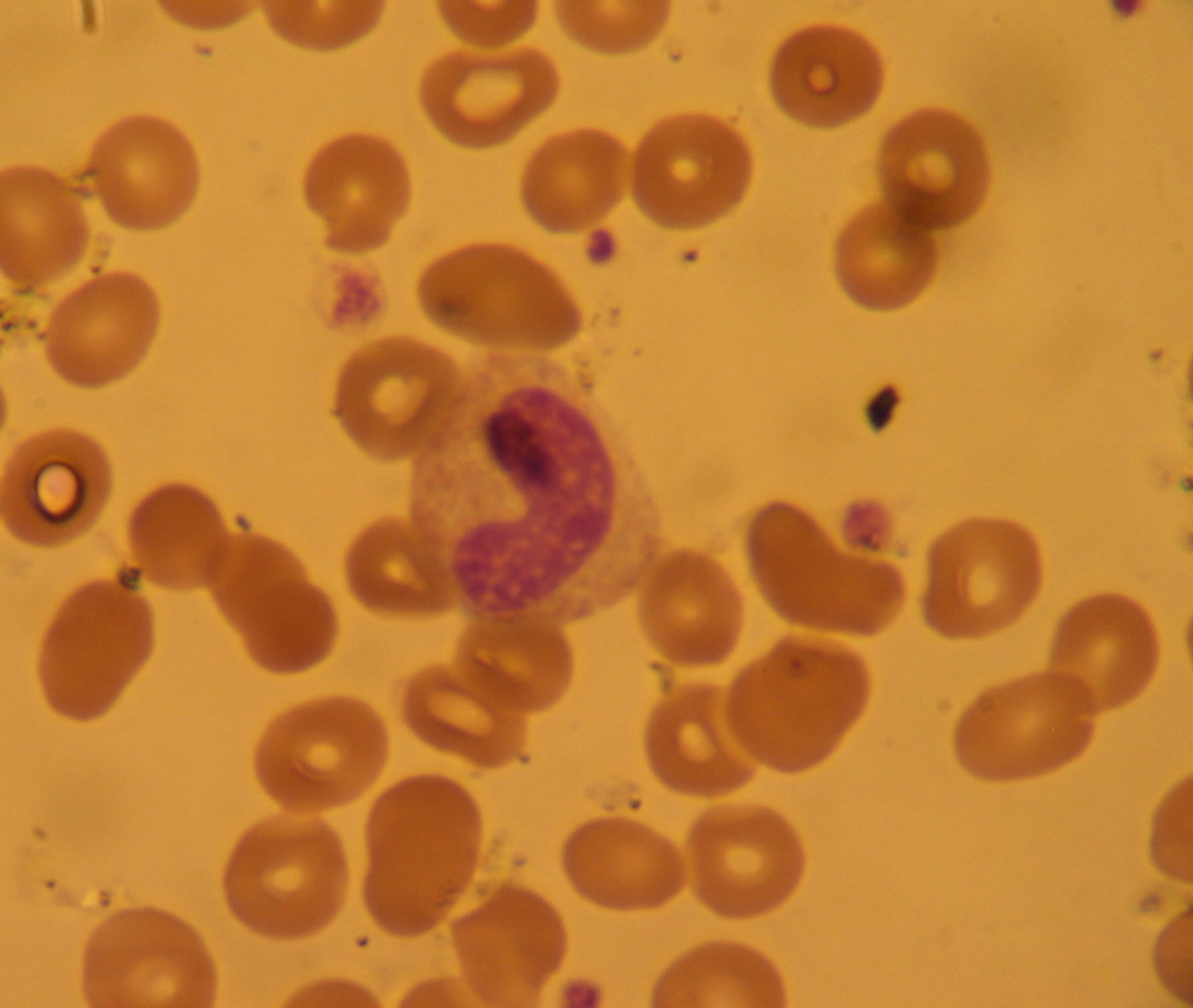
Pałeczka neutrofilowa otoczona krwinkami czerwonymi

Pałeczki to prawie dojrzałe, występujące już we krwi stadium rozwojowe granulocytów, powstające z metamielocytów. Od form dojrzałych różni się głównie niepełną segmentacją jądra, które ma kształt serdelkowaty i silnie wydłużony. Bardziej dojrzałe pałeczki są już praktycznie nieodróżnialne od dojrzałych granulocytów, dlatego prawidłowe określenie komórki za pomocą mikroskopu świetlnego jest arbitralne.
Prawidłowo pałeczki stanowią 3-5% leukocytów we krwi lub do 0,7x109 komórek/L. Zwiększony odsetek pałeczek świadczy o zapaleniu, chociaż jest to wskaźnik nieprecyzyjny. W wykrywaniu reakcji zapalnej użyteczny jest również stosunek liczbowy pałeczek neutrofilowych do dojrzałych, segmentowanych form neutrofilów. Ze względu na trudność oznaczania liczby pałeczek w obrazie mikroskopowym i znaczny rozrzut wyników w poszczególnych badaniach ich przydatność pod tym względem jest dyskusyjna.
Powiązanie liczby pałeczek we krwi z zapaleniem najdokładniej opisano w przypadku silnego zanieczyszczenia powietrza i u palaczy papierosów. Zjawisko to wynika z faktu, że makrofagi pęcherzyków płucnych oraz komórki nabłonka oskrzeli w wyniku kontaktu z toksynami produkują czynniki uruchamiające produkcję granulocytów (a więc również pałeczek), zaś same pałeczki produkują M-CSF, czynnik stymulujący powstawanie monocytów. W ten sposób pojawienie się substancji niebezpiecznych uruchamia szybkie wytwarzanie komórek, które mogą te substancje sfagocytować i unieszkodliwić.